# M61 벌컨
M61 벌컨(영어: M61 Vulcan)은 20 mm 구경, 6 배럴, 공냉식의 개틀링기관포이다. 벌컨포, 발칸포라고도 부른다.
이름의 어원은 로마 신화의 대장장이 신 불카누스(헤파이스토스)의 영어 명칭 벌컨(Vulcan)이다.
50년 동안 미국 전투기에 탑재되었고 원래 제네럴 일렉트릭에서 생산되었는데 합병 등으로 인해 현재는 제네럴 다이나믹스에서 생산하고 있다.

## 개발

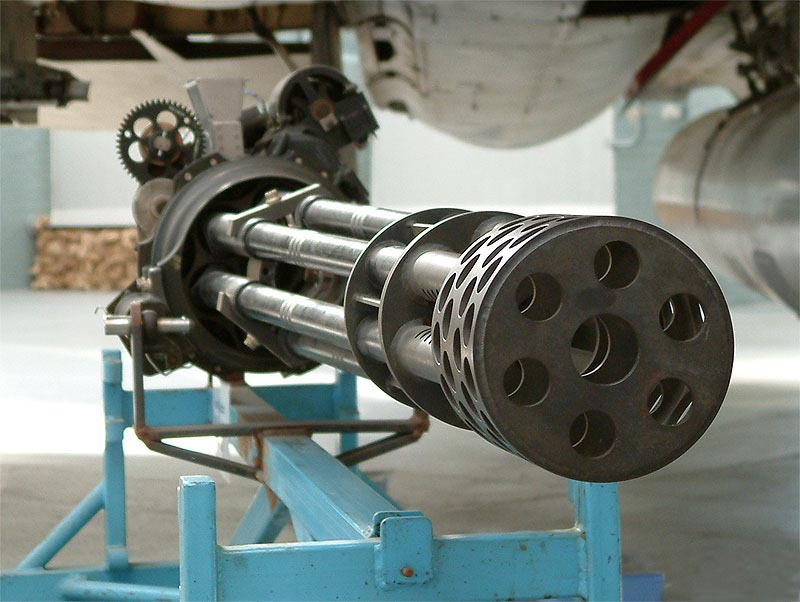

제2차 세계대전이 끝나고, 미국 육군은 새로운 항공기용 기관포를 고려하기 시작했다.
음속을 초월하는 빠른 제트기의 등장으로, 이들을 요격하는 데는 매우 많은 양의 탄환이 소모되었다.
그러한 제트기의 요격을 위해서는 그와 비슷한, 혹은 그보다 빠른 속도로 연사하는 기관포가 필요해 졌고, 이러한 소요제기에 대해 제네럴 일렉트릭은 여러 개의 총열로 구성된 개틀링형식의 기관포를 고안했다.
1946년 미국 육군은 GE와 6 배럴 개틀링 기관포에, 분당 7200발을 발사하는 벌컨 프로젝트를 계약했다.

## 탑재장비
- F-4 팬텀전투기
- 맥도넬더글러스 F-15 이글 전투기
- 맥도넬 더글러스 F-15E 스트라이크 이글 전투기
- F-16 전투기
- 맥도넬더글러스 F/A-18 호넷 전투기
- 보잉 F/A-18E/F 슈퍼 호넷 전투기
- F-22 랩터 전투기
- 팰렁스 CIWS

## 같이 보기
- GAU-8 어벤저
- M134 미니건
- M167 발칸
- GSh-6-23